# 普阿亞阿樣
普阿亞阿樣（排灣語：Puqayaqayam），又稱傅強（Vetjan），是台灣排灣族神話中的神祇，掌管著打獵的事物。

## 簡述
普阿亞阿樣的信仰主要存在於中排灣族、東排灣族的部落中（如：土坂部落、七佳部落、力里部落等）。祂是狩獵之神、司長獵物的神祇，負責創造、管理森林中的生物。

## 祭祀

### 祭壇
祭祀普阿亞阿樣的神壇被稱作狩獵神壇（qaljuqaljupen），每座山需設有一個專門司長當地的神壇，兩個神壇之間還需要有一條河分開。

### 五年祭
在五年祭的時候，族人會在刺球的祭場上向祂祈求降福並淨化獵場，並且為為神壇進行遮蔽儀式，避免神壇受在祭典時期乘機而來的惡靈汙染獵場。

### 淨化儀式
若有族人觸犯打獵的相關禁忌（如打獵時打噴嚏或讓女性接觸到獵槍等），族人會請巫師進行palisi pua kuang儀式來消除晦氣，儀式進行中巫師會念誦經文招來包括普阿亞阿樣、卡督拿幹（Kadjunangan）等神祇來接受他們的供奉。